# Enrique Iglesias
Enrique Miguel Iglesias Preysler (Madrid, 8 de maio de 1975), conhecido como Enrique Iglesias, é um cantor, compositor, ator, e produtor musical espanhol, filho caçula do cantor Julio Iglesias e da modelo filipina Isabel Preysler.
Sua carreira começou na década de 90; por influência do pai, por ser um grande cantor romântico, foi na Fonovisa Records, onde alcançou fama imediata logo em seu primeiro single, o que faria de Enrique o artista latino mais consagrado das décadas de 1990, 2000 e 2010. Com álbuns em inglês e espanhol, Enrique Iglesias tornou-se um dos mais populares artistas da América Latina e no mercado latino do Estados Unidos, vendendo mais álbuns do que qualquer outro artista do gênero, recebendo assim o título de Rei do Pop Latino na Calçada da Fama de Hollywood, onde foi agraciado com uma estrela em 2008.
Iglesias emplacou quatro hits na primeira posição da Billboard Hot 100, sendo dois deles apenas em 1999, e conseguiu o recorde de produzir 42 hits espanhóis em primeiro lugar na Billboard Latin, outro recorde. Após mais de duas décadas no mercado musical, a popularidade de Iglesias não diminuiu ao longo dos anos: Em 2014, ficou em primeiro lugar no chart da Billboard Latin por mais de 30 semanas com "Bailando", sendo o único artista em toda a história que conseguiu tal feito, além de ter entrado para a lista dos cinco vídeos mais vistos de todos os tempos na internet, superando 1 bilhão e meio de visualizações no YouTube e vencendo três Latin Grammy Awards, além de dois prêmios Billboard, dois EMA's e um PCA apenas com a música. Em 2007, Iglesias foi citado na revista Billboard como o artista latino mais influente nos Estados Unidos e no mundo durante nos últimos 40 anos.
Ao lado de Madonna, é o cantor com mais canções em primeiro lugar na Billboard Dance Charts, com 21 músicas no topo da parada. Durante seus 20 anos de carreira, Enrique já vendeu cerca de 135 milhões de álbuns e 98 milhões de singles, fazendo-o o segundo artista latino que mais vendeu álbuns e singles em todos os tempos, atrás apenas de seu pai, Julio Iglesias.
Tem uma fortuna estimada em US$ 100 milhões de dólares, de acordo com a Forbes. Iglesias é vencedor de mais de 180 prêmios, incluindo dois Grammys, seis Latin Grammy, 16 Billboard Music Awards, 43 Billboard Latin Music Awards, cinco American Music Awards, sete World Music Awards, e cinco MTV Awards.

## Carreira

### 1995–1996:Enrique Iglesias
Em 1995, lançou o seu 1º álbum auto-intitulado, uma coleção de baladas de rock, incluindo mega-hits como "Sí Tú Te Vas", Experiência Religiosa e outros. O álbum vendeu cerca de 3 milhões de cópias na primeira semana. Cinco singles foram lançados nesse álbum, "Por Amarte", "No Llores Por Mí" e "Trapecista" chegaram ao topo das paradas latinas. O álbum rendeu a Iglesias um Grammy para "Melhor Performance Pop Latina".

### 1997–1998:VivireCosas Del Amor
O estrelato de Enrique continuou com o lançamento do álbum Vivir que o colocou no topo das paradas de sucesso, junto a outros superstars da música inglesa nas vendas do ano. O álbum também incluiu um versão cover da música do Yazoo, "Only For You", traduzida para o espanhol "Solo en Tí". Em 1997, iniciou a sua primeira turnê mundial, incluindo 78 shows em 13 países, sendo vistos por mais de 720 mil pessoas. O evento foi bem recebido pela crítica e foi considerado o maior realizado por um músico latino. Três singles foram lançado do disco Vivir, "Enamorado por Primeira Vez", "Solo en Tí" e "Miente" que chegaram ao topo das paradas latinas.
Em 1998, Iglesias lançou o seu 3º álbum Cosas del Amor. Tendo uma direção musical mais madura, o álbum contém populares singles como, "Esperanza" e "Nunca Te Olvidaré", os dois chegaram ao topo dos rankings musicais latinos e ajudou o seu status no cenário da música latina. Enrique fez uma pequena turnê para acompanhar o lançamento do álbum, com um show televisionado de Acapulco, México. Isso foi precedido de uma turnê mundial com 8 shows. "The Cosas del Amor Tour" foi o primeiro concerto da história patrocinado pelo McDonald's. No mesmo ano ganhou o American Music Award na categoria "Melhor Artista Latino" em que Ricky Martin e Los Tigres del Norte também foram indicados. A música "Nunca te Olvidaré" também foi usada na novela mexicana do mesmo nome (que ganharia versão brasileira, Jamais Te Esquecerei, exibida em 2003 pelo SBT). Nos últimos episódios ele fez uma aparição cantando a referida canção.

### 1999–2000:Enrique
Em 1999, Enrique já tinha um enorme sucesso no mercado da música inglesa. Nesse mesmo ano, ele fez uma contribuição para o filme Wild Wild West de Will Smith. Bailamos se tornou um hit numero 1. Depois do sucesso de Bailamos, várias gravadoras queriam contratar o cantor. Após semanas de negociações com a Interscope, Enrique finalmente gravou seu primeiro álbum todo em inglês, Enrique. O álbum pop, com algumas influências latinas, demorou 2 meses para ser finalizado e contém um dueto com Whitney Houston chamado "Could I Have This Kiss Forever" e um cover dá música de Bruce Springsteen, "Sad Eyes". O terceiro single do álbum, "Be With You", se tornou seu segundo número 1. O último single do álbum foi a música "You're My" regravado e lançado em territórios selecionados. Com essa música fez duetos com alguns cantores locais, como Alsou na Rússia, Sandy & Júnior no Brasil, e Valen Hsu na Ásia.

### 2001–2003:Escape

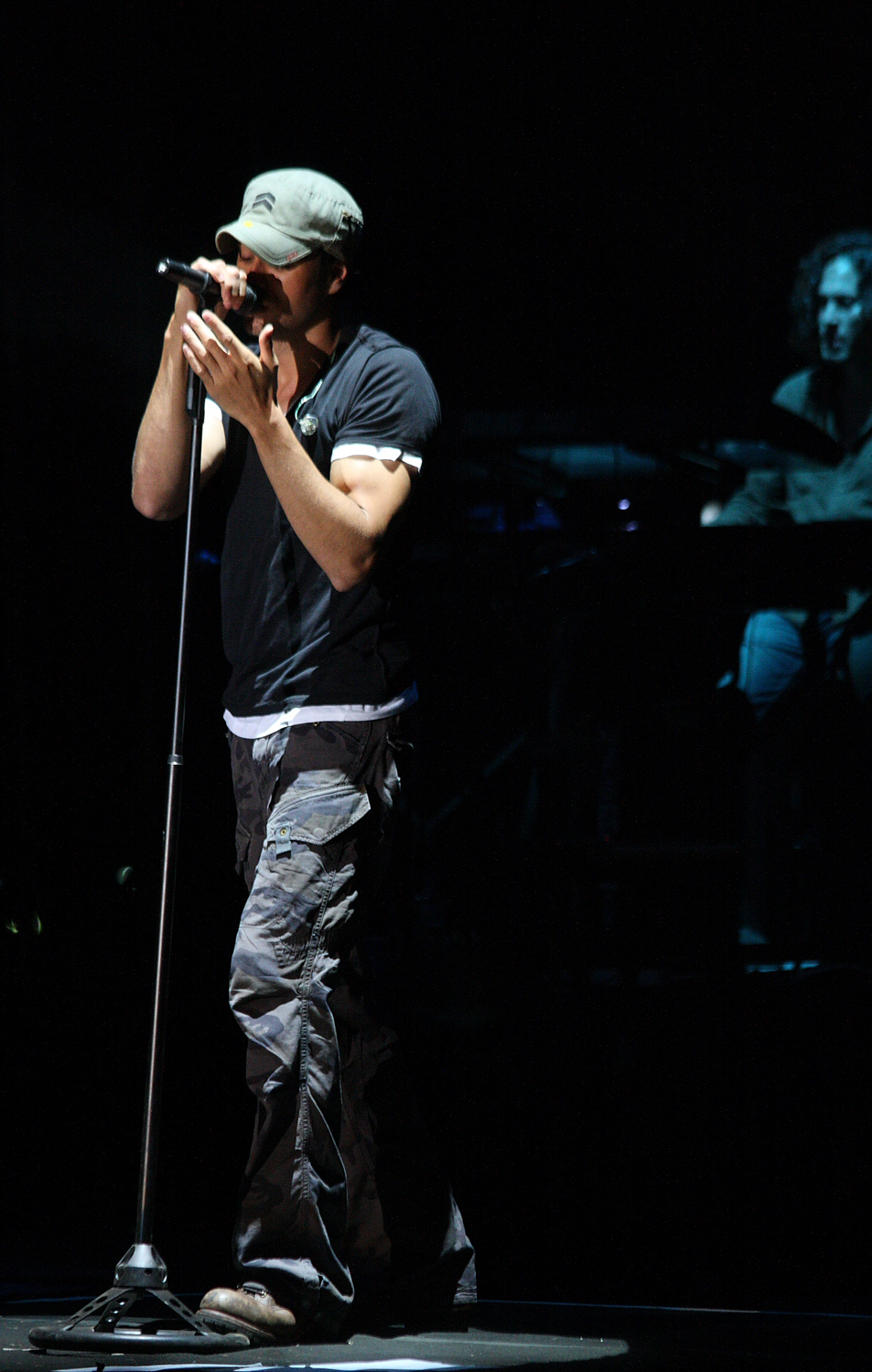
Enrique durante um show

Enrique voltou em 2001 com o álbum Escape. Dessa vez procurava vender cada vez mais. O primeiro single do álbum, "Hero", se tornou um hit número 1 no Reino Unido e em alguns outros países. O álbum inteiro foi co-escrito por ele mesmo. Escape foi seu maior sucesso comercial até hoje. Os singles "Escape" e "Don't Turn Off" foram um grande sucesso. Uma segunda edição do álbum foi lançado internacionalmente e continha uma nova versão de uma das músicas favoritas de Enrique, "Maybe", que ganhou um dueto com Lionel Richie chamado "To Love a Woman".
Enrique mostrou o sucesso do álbum com a turnê "One-Night Stand World Tour" consistindo de 50 shows com os ingressos esgotados em 16 países. Incluindo Radio City Music Hall, em Nova York e três consecutivas noites no Royal Albert Hall, em Londres. A tour terminou com um enorme show no Estádio Nacional Lia Manoliu em Bucareste, Romênia. O concerto lançou a MTV Romena, com o vídeo "Love to See You Cry" sendo o primeiro a ser mostrado no canal. A segunda parte da tour, "Don't Turn Off The Lights", foi completada no verão de 2002, com duas noites com ingressos esgotados no Madison Square Garden, em Nova York e outras duas no Auditório Nacional do México. A turnê terminou com um show no Coliseu Roberto Clemente em San Juan, Porto Rico.

### 2002–2003:Quizás

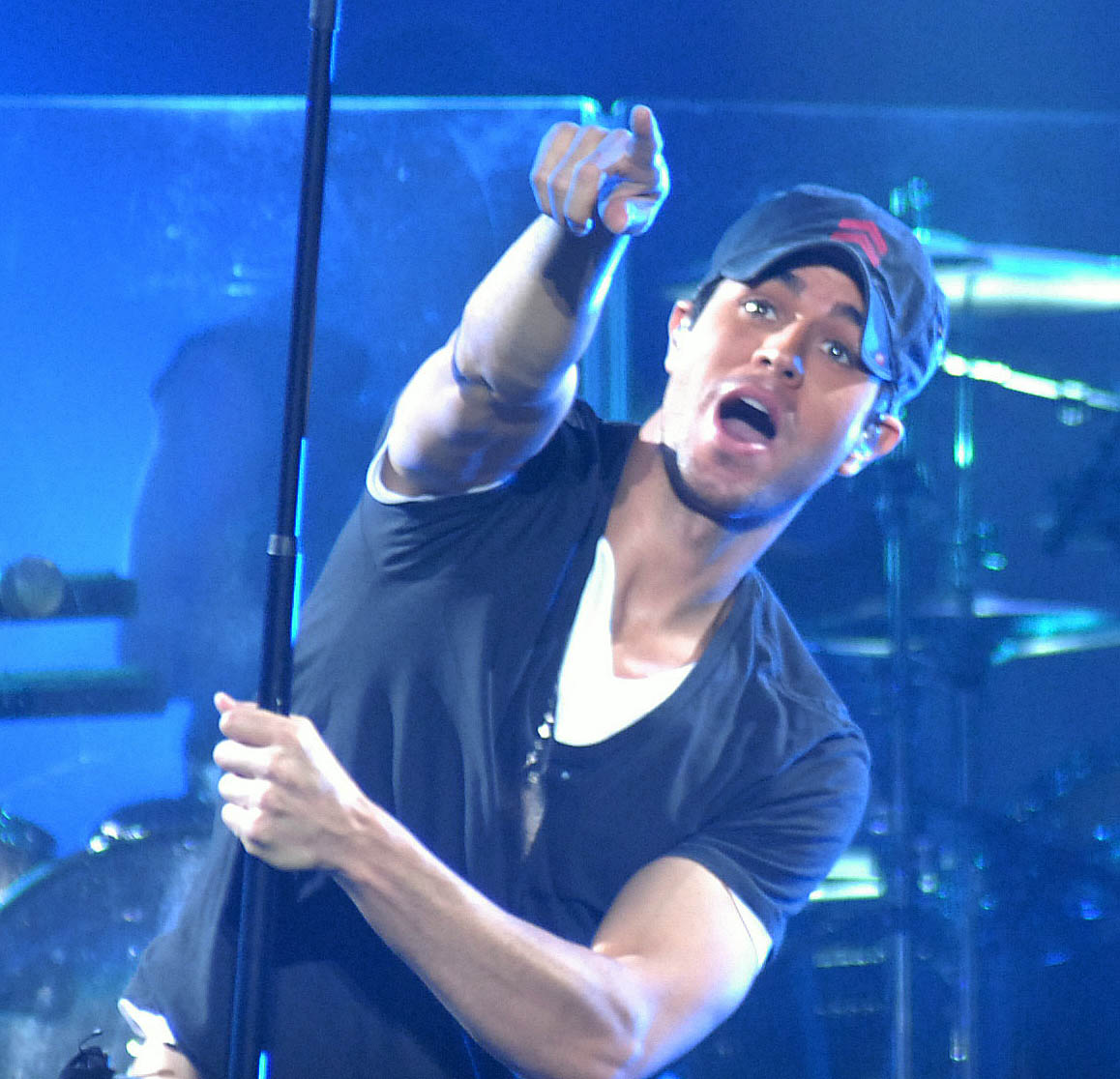
Iglesias em Vilnius, Lithuania, em 2007.

Retornando para sua língua nativa, em 2002, Enrique escolheu lançar seu 4º álbum espanhol chamado Quizás. Uma produção musical mais madura do que seus álbuns espanhóis precedentes, contendo canções mais introspectivas, a música com o título do álbum é uma canção sobre o relacionamento "esticado" que Enrique tem com seu famoso pai. O álbum estreou em #12 na Billboard 200, a maior colocação para um álbum espanhol da época. Quizás vendeu 1 milhão de cópias em uma semana, se tornando o álbum que vendeu mais rapidamente na Espanha em 5 anos. Os três singles lançados do álbum ficaram no topo das paradas latinas, dando a Enrique um total de 16 singles em 1º no chart. Por isso ele conseguiu o recorde de ter mais singles nº 1 na Billboard Latina. O último single do Quizás, "Para Que la Vida", conseguiu ser tocada 1 milhão de vezes nos Estados Unidos, a única música espanhola que alcançou o feito.
O vídeo da música "Quizás" foi o primeiro videoclipe espanhol a ser adicionado para a seleção do popular programa da MTV, Total Request Live. Enrique apresentou a música no programa The Tonight Show com Jay Leno, se tornando o primeiro a cantar uma música em espanhol no show, assim abrindo portas para outros artistas como Ricky Martin, Juanes e Jorge Drexler para apresentarem seus materiais espanhóis. Iglesias incluiu músicas do Quizás em sua "Don't Turn Off the Lights Tour", e o álbum rendeu-lhe um Grammy Latino de Melhor Álbum Vocal Pop.

### 2003–2006:7
Em 2003, Enrique lançou seu 7º álbum, que se chamou 7, o segundo a ser co-escrito por ele mesmo. O álbum era mais inspirado na década de 1980, estrelando a música "Roamer", que foi escrita com seu amigo e por longo tempo guitarrista, Tony Bruno. O CD continha a música "Be Yourself", uma música sobre independência (o refrão fala sobre como os pais de Enrique não acreditavam que ele seria bem sucedido na sua carreira de cantor). O primeiro single foi a música "Addicted", que foi seguida de um remix da música "Not in Love", com uma participação da cantora Kelis. Com esse álbum, Enrique conseguiu a maior turnê mundial de sua carreira. A super divulgada turnê começou com 12 shows nos Estados Unidos e continuou em diversos países, a maioria em que ele nunca havia visitado, tocando para lotar as arenas e estádios na Austrália, Índia, Egito e Singapura antes de encerrar a tour na África do Sul.

### 2007–2008:InsomniaceGreatest Hits
Enrique lançou em 2007 seu 8º álbum, intitulado Insomniac. O primeiro single foi "Dou You Know? (The Ping Pong Song)". Ele estreou no número 2 no Bubbling Under Hot 100 Singles (O Bubbling Under Hot 100 Singles é geralmente visto como uma extensão da Billboard Hot 100) antes de debutar nos charts oficiais no número 33 (eventualmente tendo seu pico no número 21, seu maior hit no Hot 100 atualmente). A música também fez um pulo do número 49 ao 1º no Hot Latin Tracks. Algumas das gravações em destaque incluíam "Push", com a colaboração do rapper Lil Wayne e também "Ring My Bells", uma música temperamental que Enrique escreveu em Los Angeles junto com dois de seus parceiros compositores favoritos, Kristian Lundin e Savan Kotecha. O álbum contém um cover da música "Tired of Being Sorry". Enrique Iglesias lançou sua tour promocional em Los Angeles com uma sessão de autógrafos na Virgin Megastore.

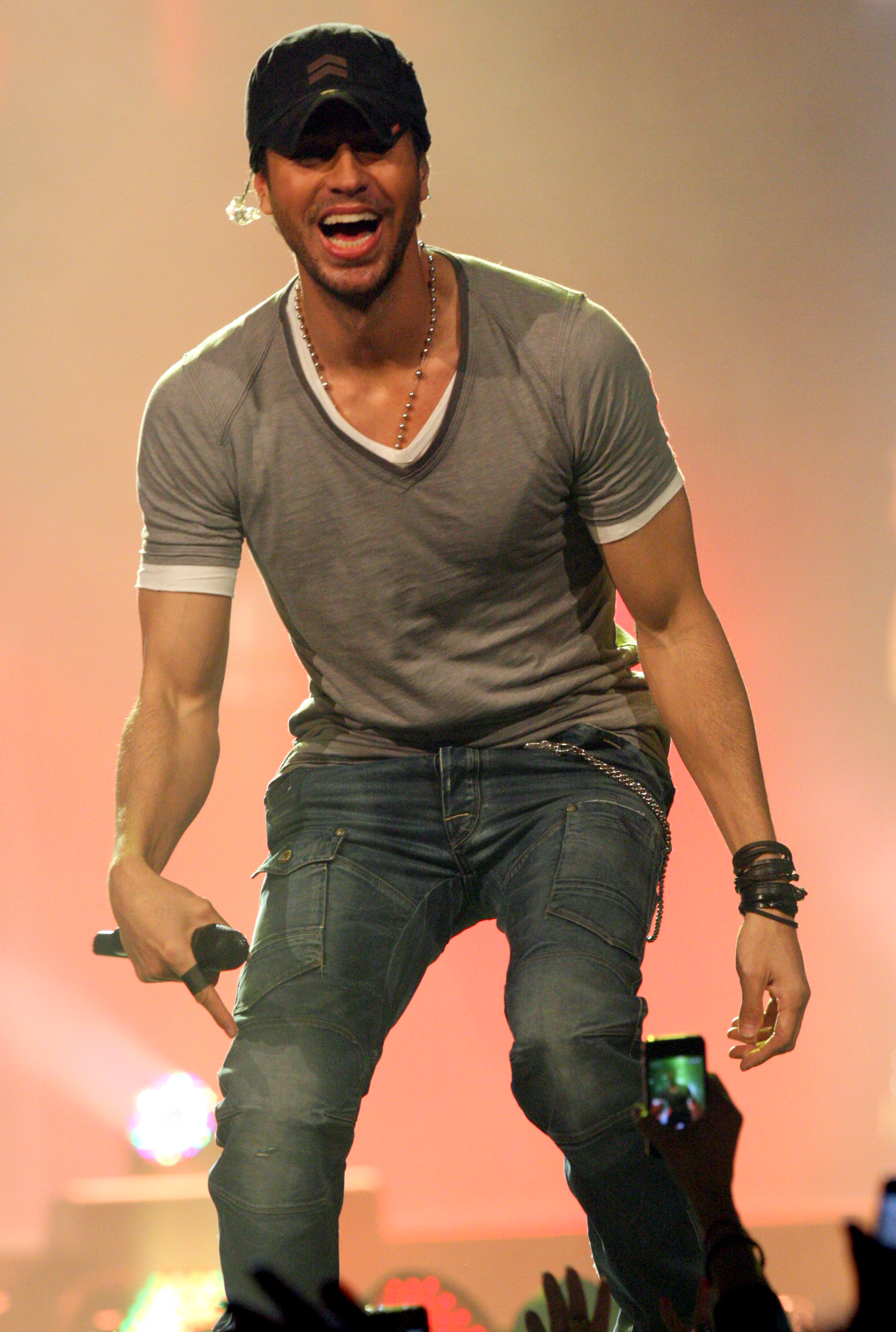
Enrique durante a Euphoria World Tour

Enrique fez um novo videoclipe para "Tired of Being Sorry" que foi lançado somente na Europa. Ele fez uma aparição no programa da MTV, TRL, dizendo que "Push" ou "Somebody's Me" seriam o próximo single para os Estados Unidos e que ele e seu agente iriam pôr uma enquete na Internet para escolherem qual seria a escolha mais popular. Apesar das pessoas de fóruns e Blogs musicais, posts do YouTube terem escolhido "Push", o agente de Iglesias resolveu ignorar isto e escolheu "Somebody's Me" para ser lançado. Em 4 de Julho, Enrique Iglesias se tornou o primeiro artista ocidental a fazer um concerto na Síria em três décadas, esgotando os ingressos. O single "Tired of Being Sorry" alcançou o Top 20 do Reino Unido e o primeiro na Finlândia.
O cantor lançou um álbum espanhol de seus maiores hits em 25 de Março de 2008, que irá incluir 17 músicas #1 e mais 2 músicas inéditas: O primeiro single, "Donde Estan Corazon", foi escrito pelo famoso argentino Coti. A outra música é chamada "Lloro Por Ti". Em 11 de novembro de 2008 foi lançado Greatest Hits com os singles em inglês e incluindo as inéditas "Away" e "Takin' Back My Love".

### 2010:Euphoria
No início de 2010, Enrique foi um dos artistas colaboradores da nova versão de We Are the World.
Meses depois, ele anuncia seu primeiro álbum bilíngue Euphoria, que contará com diversas parcerias, como Akon, Usher e Nicole Scherzinger. Os singles "Cuando Me Enamoro" e "I Like It" foram lançados com sucesso."I Like It", que conta com o rapper cubano Pitbull, foi lançado em 3 de maio de 2010 nos Estados Unidos e se tornou um sucesso, alcançando o número 4 na Billboard Hot 100. Após semanas na parada, chegou ao 1° lugar na Billboard Hot / Dance Club Play, tornando-se o número 7 em uma canção sobre o gráfico e também tornando-o o cantor com mais número de acessos empatando com Prince e Michael Jackson. No final do ano de 2010 Enrique também lançou o single "Tonight (I'm Fuckin' You)" na parceria do rapper Ludacris & Dj Frank E na versão Dirty, e "Tonight ( I'm Loving You )" na versão clean. A versão remix de "Dirty Dancer" com a participação de Usher e também de Lil Wayne foi lançada como sexto single, seguido de "Ayer", o único single sem colaboração nos vocais.

### 2014–presente:Sex and Love
Em 25 de agosto de 2012, Iglesias revelou seu novo single, "Finally Found You", uma colaboração com o rapper americano Sammy Adams. Ele foi lançado para os iTunes nos Estados Unidos em 25 de setembro. A canção foi lançada no Reino Unido nos dia 8 e 9 de dezembro, com Iglesias cantando a faixa na Z100 Jingle Ball, em Miami, e realizando uma sessão de entrevista no iHeartRadio Festival. Antes dos shows, Iglesias afirmou que estava trabalhando em algumas músicas novas, e quando perguntado sobre seu tempo no estúdio, declarou: "É como pescar, você nunca sabe quando você vai pegar um grande problema". Continuando a dizer o que os fãs podem esperar para ouvir, ele afirmou que estava pronto para tentar algo novo: "Eu fiz tantos álbuns e eu quero ter certeza de que se eu lançar um álbum, ele tem que soar novo. Pelo menos para mim". Foi confirmado que Iglesias estaria trabalhando com Mark Taylor, The Cataracs e Carlos Paucar para seu novo álbum.
No dia 31 de maio de 2013, Iglesias apresentou no Festival Mawazine em Rabat, capital do Marrocos. O show quebrou o recorde de público, já que mais de 120 mil fãs se reuniram para assistir ao concerto. Já no dia 29 de junho, a Republic Records confirmou que o primeiro single de Enrique de seu próximo álbum seria "Turn Up the Night", com o single sendo lançado em meados de julho. Iglesias lançou um vídeo especial que contou com fotos e vídeos que os fãs tinham enviado, e os fãs também puderam fazer a sua própria versão postando nas redes sociais. A canção foi lançada para o Top 40 das rádios dos Estados Unidos em 22 de julho. Quatro dias antes, em 18 de julho, Iglesias havia postado a arte da capa do single em seu site oficial.
Em 23 de agosto de 2013, Iglesias lançou o single "Loco" no iTunes, com participação do rei da Bachata, Romeo Santos. A música ficou por 24 horas em 1° lugar no Hot Latin da Billboard. O vídeo oficial da música estreou no mesmo dia. A Billboard divulgou um artigo afirmando que o novo álbum também incluiria colaborações com estrelas latinas, como Marco Antonio Solís e Pitbull, além de Romeo Santos. O álbum foi lançado em março de 2014.
No dia 17 de setembro de 2013, foi divulgado o terceiro single de seu próximo álbum de estúdio. A canção, intitulada "Heart Attack", foi lançada em outubro. Por conta do impacto nas rádios norte-americanas, o single foi disponibilizado para compra como download digital em 8 de outubro. Após o lançamento, foi disponibilizado o novo single "Bailando", que foi gravado com a dupla Gente de Zona e o cantor Descemer Bueno. Já na versão deluxe, a canção contém três versões: a brasileira, com o cantor Luan Santana, a versão em inglês, com o cantor Sean Paul, além da versão portuguesa, com o cantor Mickael Carreira. O clipe conta com uma mistura de danças urbanas com flamenco em todas as suas versões.
Em 2016, Iglesias foi indicado aos Grammy Latinos de Gravação do Ano e Canção do Ano por sua canção "Duele El Corazón".
No ano de 2023, vendeu todo o seu catálogo musical e os direitos do seu nome e imagem à Influence Media Partners, uma plataforma de música e entretenimento focada em investir nos direitos de gravação e publicação de músicas comercialmente comprovadas que ressoam na cultura pop, por 100 milhões de dólares (cerca de 93 milhões de euros).

## Composição, produção e atuação

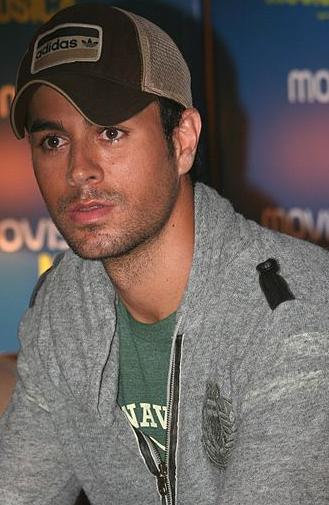
Enrique Iglesias em 6 de junho de 2010

Iglesias já colaborou com o compositor Gut Chambers]para escrever "Un Nuovo Giorno", single do primeiro álbum pop de Andrea Bocelli. A música depois foi traduzida para o inglês chamando-se "First Day of My Life" e gravada pela Spice Girl Melanie C. A música se tornou um grande hit pela Europa e estreou em #1 em vários países. Enrique também escreveu o single "The Way" que foi cantada por Clay Aiken. Quatro músicas foram co-escritas por Iglesias apareceram no atual álbum da banda inglesa The Hollies. Muitas vezes ele disse que enquanto ele não se aposentar ele quer escrever e produzir músicas para outros artistas.
Em 2000, Iglesias co-produziu um pequeno musical "off Broadway" (pequenos musicais apresentados em menores teatros do que os da Broadway na cidade de Nova York) chamado Four Guys Named Jose and Una Mujer Named Maria. No musical, quatro americanos de descendência latina possuem um comum interesse na música e decidem colocá-lo num show. O show continha muitas referências para várias músicas latinas clássicas e contemporâneas como as de Carmen Miranda, Selena, Richie Valens, Santana, Ricky Martin e o próprio Iglesias.
Enrique também demonstrou um interesse em atuação, estrelando ao lado de Antonio Banderas, Salma Hayek e Johnny Depp no filme de Robert Rodriguez - Once Upon a Time in Mexico (Era uma vez no México, em português) em que interpretou o personagem Lorenzo. Em 2007 ele teve um papel na sitcom Two and a Half Men. Ele diz que atuaria outra vez se o dessem papéis pequenos que coubessem entre seus compromissos musicais.
Também interpretou Gael, um massagista argentino, na sitcom How I Met Your Mother. Ele participa dos dois primeiros capítulos da 3ª temporada da série.
Ele também fez parte de um império romano mal no ambicioso comercial de TV da Pepsi, que patrocinou seu último tour mundial. Atuou ao lado de Britney Spears, Beyoncé e Pink que jogam as mesas contra ele no comercial.

## Vida pessoal

Anna Kournikova during the semi-finals of a double match in Sydney WTA tournament in 2002. Kournikova and Hingis won 6-4 6-3 against Justine Henin and Meghann Shaughnessy

Enrique começou a namorar com Anna Kournikova final de 2001. Em junho de 2008, Iglesias disse ao Daily Star que ele havia se casado com Kournikova no ano anterior. No entanto, em uma entrevista com Graham Norton, em 2010, Anna confirmou que ela e Enrique estão juntos há mais de oito anos, mas não têm planos de se casar em um futuro próximo. Enrique tem dois outros irmãos, Chabeli Iglesias e Julio Iglesias, Jr. Ele tem um tio que é 30 anos mais jovem do que ele e sua tia é 31 anos mais jovem. Enrique fez uma cirurgia em 2003 para remover uma verruga circular do lado direito de seu rosto, citando que ao longo do tempo ela podia tornar-se cancerosa. A sua mãe nasceu nas Filipinas, mas é considerada espanhola de sangue puro, sendo que os seus pais ( avós de Enrique) eram ambos espanhóis.
Em 2009, Enrique foi diagnosticado como sendo portador de situs inversus.
Em 26 de julho de 2011, no intervalo de um show realizado na Austrália, o cantor declarou possuir o menor pênis do mundo: "Eu tenho aparência de espanhol, mas na verdade tenho o menor pênis do mundo. Estou falando sério", afirmou em frente ao público. Depois da apresentação, o cantor declarou que estava sob efeito de álcool e antibióticos.
Em 2013, Enrique declarou publicamente que abrirá mão de toda a herança bilionária de seu pai (US$ 5 bilhões). A fortuna pessoal de Enrique está avaliada em US$ 600 milhões.
Em maio de 2015, Enrique Iglesias foi vítima de um acidente com um drone em meio a um show da sua turnê Sex and Love, em Tijuana, no México. O cantor usava o objeto para fotografar o público de vários ângulos, mas algo acabou dando errado e Iglesias teve a mão e os dedos gravemente feridos. Sem querer decepcionar o público de 20 mil pessoas, Enrique continuou o show por cerca de 40 minutos com a camiseta e as mãos ensanguentadas. Logo depois do show, Enrique Iglesias consultou um especialista e, pela gravidade do acidente, foi submetido a uma cirurgia de reconstrução da mão.
Em dezembro de 2017, Enrique Iglesias e Anna Kournikova foram pais de gémeos Nicolas e Lucy. Em 2020 deram boas vindas à 3° filha, Mary.

## Discografia
- Enrique Iglesias (1995)
- Vivir (1997)
- Cosas del Amor (1998)
- Enrique (1999)
- Escape (2001)
- Quizás (2002)
- 7 (2003)
- Insomniac (2007)
- Euphoria (2010)
- Sex and Love (2014)
- Final (Vol. 1) (2021)
- Final (Vol. 2) (2024)

## Filmografia
| Ano  | Filme                           | Papel     | Notas                                                                                   |
| ---- | ------------------------------- | --------- | --------------------------------------------------------------------------------------- |
| 2003 | Once Upon a Time in Mexico      | Lorenzo   | Estreia em Hollywood                                                                    |
| 2007 | America's Next Top Model        | Ele mesmo | Convidado Especial                                                                      |
| 2007 | Live with Regis and Kelly       | Ele mesmo | Co-anfitrião                                                                            |
| 2007 | How I Met Your Mother           | Gael      | Convidado; 2 episódios: "Wait for It" e "We're Not from Here"                           |
| 2007 | Two and a Half Men              | Fernando  | 4ª temporada; Episódio 23: "Anteaters. They're Just Crazy-lookin"                       |
| 2011 | Quando Me Apaixono (Telenovela) | Ele mesmo | Cantor convidado, atuou em alguns capítulos juntamente com Silvia Navarro e Juan Soler. |

## Turnês
Individuais
- Vivir World Tour (1997)
- Cosas del Amor World Tour (1998)
- Enrique World Tour (2000)
- One Night Stand Tour (2002)
- Don't Turn Off The Lights Tour (2002)
- Seven World Tour (2004)
- Insomniac World Tour (2007)
- Greatest Hits Tour (2009)
- Euphoria Tour (2010–12)
- Sex and Love Tour (2014-15)
- All the Hits Live (2018–19)

Colaborativas
- Enrique Iglesias & Jennifer Lopez Tour (com Jennifer Lopez) (2012)
- Enrique & Pitbull on Tour (com Pitbull) (2014-15)
- Enrique Iglesias And Pitbull Live! (com Pitbull) (2017)
- Enrique Iglesias and Ricky Martin Live in Concert (com Ricky Martin) (2021)
- The Trilogy Tour (com Pitbull & Ricky Martin) (2023)

## Principais Premiações

### Grammy Awards
1997
- "Melhor Artista Latino"

2005
- "Melhor Artista Latino"

### Grammy Latino
2003
- "Melhor Álbum Pop Masculino" por Quizás

2014
- "Canção do Ano" por Bailando

- "Melhor Performance Urban"
- "Melhor Canção Urban" por Bailando